# 菲利普·格里夫斯
菲利普·格里夫斯爵士（英語：Sir Philip Greaves，1931年1月19日—），巴巴多斯政治家，于2017年7月1日至2018年1月8日任代总督。